# Spuit Elf (film)
Spuit Elf is een Nederlandse film uit 1964 van Paul Cammermans. Het is gebaseerd op een idee van Hans Croiset, een scenario van Cammermans zelf en geïnspireerd op Jacques Tati en Cammermans speelt ook de hoofdrol.

## Rolverdeling
| Acteur            | Personage              |
| ----------------- | ---------------------- |
| Paul Cammermans   | Dreas                  |
| Jacques Dufilho   | Rogier, de pyromaan    |
| Akim Tamiroff     | bakker en brandmeester |
| Carlo Pisacane    | ceremoniemeester       |
| Rien van Nunen    | vader van Dreas        |
| Kitty Courbois    | Juli, het dienstmeisje |
| Bernard Droog     | pastoor                |
| Luc Philips       | brandweerchauffeur     |
| Rita Corita       |                        |
| Bueno de Mesquita |                        |
| Jan Pruis         |                        |